# Petrus Apianus
Petrus Apianus, född 16 april 1495 och död 21 april 1552, var en tysk astronom och kartograf. Han drev även ett tryckeri. 

## Biografi
Apianus var professor i Ingolstadt. Han var en framstående observatör av himlakroppar och gjorde latitudbestämningar och longitudbestämingar med hjälp av måndistanser, dock tämligen osäkra på grund av måntabellernas otillförlitlighet. Han gjorde även kometobservationer som ännu är brukbara, bland andra av Halleys komet 1531. Kometsvansar förklarade han som kometens skugga och hade alltså klart för sig, att de var riktade från solen. Apianus utgav De cosmographie et geographie pricipiis sen cosmographicus liber (1524), mycket använd, samt Astronomicum Cæsareum (1540).

## Utmärkelser
Nedslagskratern Apianus på månen och asteroiden 19139 Apian är uppkallade efter honom.